# إريك كامبل (كرة سلة)
إريك كامبل (بالإنجليزية: Eric Campbell) مواليد 22 أغسطس 1977 في ألاباما، هو لاعب كرة سلة أمريكي. بدأ مسيرته الاحترافية في سنة 1999. يبلغ طوله 6 قدم 7 بوصة (2.0 م).

## المسيرة الاحترافية
لعب مع لو مان سارت باسكت في الدوري الفرنسي من سنة 2005 إلى 2007، ثم لعب مع أسفيل باسكت من سنة 2008 إلى 2010، ثم لعب مع أورليان لواريت في الدوري الفرنسي في سنة 2011.

## روابط خارجية
- إريك كامبل على موقع الدوري الأوروبي لكرة السلة (الإنجليزية)
- إريك كامبل على موقع ريلجم (الإنجليزية)
- إريك كامبل على موقع بروبوليرز (الإنجليزية)
- إريك كامبل على موقع سبورتس رفرنس (الإنجليزية)